# Marcus Scribner
Marcus Scribner est un acteur américain né le 7 janvier 2000 à Los Angeles en Californie.

## Filmographie

### Cinéma
- 2015 : Le Voyage d'Arlo de Peter Sohn : Buck
- 2017 : Alexander IRL : Darius
- 2019 : Confessional : Garrett
- 2020 : Farewell Amor : DJ
- 2020 : Plus rien à f*** de Michael Duggan : Clint Clark
- 2021 : Ron débloque de Sarah Smith et Jean-Philippe Vine : Alex
- 2022 : Along for the Ride : Wallace
- 2022 : Sabotage de Daniel Goldhaber : Shawn
- 2024 : How I Learned to Fly : Daniel Davis
- 2026 : In Starland de Ray Panthaki
- 2026 : Alfalfa de Jack Fessenden : Noah

### Télévision
- 2010 : Castle : Tim Thornton (1 épisode)
- 2012 : New Girl : Toby (1 épisode)
- 2012 : Wedding Band : Ben (1 épisode)
- 2013 : Wendell and Vinnie : Graham (1 épisode)
- 2014 - 2022 : Black-ish : Andre Johnson Jr. (176 épisodes)
- 2016 : American Dad! : le cinéphile (1 épisode)
- 2016 - 2017 : En route : Les Aventures de Tif et Oh : Smudge (3 épisodes)
- 2018 - 2020 : She-Ra et les Princesses au pouvoir : Bow (49 épisodes)
- 2019 : King Bachelor's Pad : Fred (1 épisode)
- 2019 - 2020 : Mixed-ish : Andre Johnson Jr. (2 épisodes)
- 2019 - 2024 : Grown-ish : Andre Johnson Jr.
- 2020 : Find a Way or Make One : Charlie (1 épisode)
- 2021 - 2023 : DreamWorks Dragons : The Nine Realms : D'Angelo Baker
- 2023 - 2024 : Star Wars : Young Jedi Adventures : Bell Zettifar